# Marjolaine Pierré
Marjolaine Pierré (1999) es una deportista francesa que compite en triatlón. Ganó dos medallas de oro en el Campeonato Mundial de Triatlón de Larga Distancia, en los años 2023 y 2025.

## Palmarés internacional
| Campeonato Mundial | Campeonato Mundial  | Campeonato Mundial | Campeonato Mundial |
| Año                | Lugar               | Medalla            | Prueba             |
| ------------------ | ------------------- | ------------------ | ------------------ |
| 2023               | Ibiza (España)      | Medalla de oro     | Individual         |
| 2025               | Pontevedra (España) | Medalla de oro     | Individual         |